# افشا شده در دبی
دبی لیکس یک پروژه روزنامه‌نگاری تحقیقی مشترک جهانی است که مالکیت نخبگان جهانی بر املاک دبی را آشکار کرده است. این پروژه که Dubai Unlocked نام دارد، بر اساس داده‌هایی است که یک نمای کلی از میلیون‌ها ملک در دبی و اطلاعاتی در مورد مالکیت یا استفاده از آنها، عمدتاً بین سال‌های ۲۰۲۰ و ۲۰۲۲ ارائه می‌کند.